# Мубарак Марзук
Мубарак Марзук Хамед Аль-Ісса (араб. مبارك مرزوق, нар. 1 січня 1961) — кувейтський футболіст, що грав на позиції захисника за клуб «Аль-Тадамон» (Кувейт), а також національну збірну Кувейту, у складі якої був учасником чемпіонату світу 1982 року.

## Клубна кар'єра
На клубному рівні грав за команду клубу «Аль-Тадамон» (Кувейт).

## Виступи за збірну
Був гравцем національної збірної Кувейту.
У складі збірної був учасником чемпіонату світу 1982 року в Іспанії.

## Титули і досягнення
- Срібний призер Азійських ігор: 1982